# Salvadora (roślina)
Salvadora – rodzaj z rodziny Salvadoraceae. Obejmuje pięć gatunków. Rośliny te występują na rozległych obszarach Afryki (poza obszarem zajmowanym pierwotnie przez lasy tropikalne w zachodniej części kontynentu) oraz w południowo-zachodniej i południowej  Azji (Bliski Wschód i Indie). Zasiedlają suche, często zasolone siedliska. 
Drewno tych roślin jest białe i miękkie. Włókniste pędy wykorzystywane były po zmiażdżeniu podobnie jak szczoteczki do zębów. Owoce S. persica są jadalne, mają smak ostry i aromatyczny. Spożywane i wykorzystywane jako pasza są też liście. Z nasion wytłacza się olej o konsystencji masła i zielonkawej barwie.

## Morfologia
PokrójKrzewy i niewielkie drzewa różniące się od podobnych roślin z rodzaju Azima brakiem cierni.
LiścieNaprzeciwległe, pojedyncze, z drobnymi przylistkami. Blaszka liściowa zwykle skórzasta, całobrzega.
KwiatyZwykle obupłciowe, rzadziej rozdzielnopłciowe, drobne, promieniste, zebrane w złożone lub pojedyncze grona. Kielich 4-dzielny, z działkami ułożonymi dachówkowato, zachodzącymi na siebie. Płatki korony 4, w dole zrośnięte, zasychające i nieodpadające. Pręciki cztery, przylegające do płatków przynajmniej u nasady. Między nitkami znajdują się drobne miodniki. Zalążnia górna, jednokomorowa, z jednym zalążkiem, zwieńczona krótką szyjką słupka i podzielonym lub główkowatym znamieniem.
OwoceKuliste pestkowce. Twardy, skorupiasty endokarp otacza kuliste, pojedyncze nasiono.

## Systematyka
Jeden z rodzajów rodziny Salvadoraceae.
Wykaz gatunków
- Salvadora alii Rajput & Syeda
- Salvadora angustifolia Turrill
- Salvadora australis Schweick.
- Salvadora oleoides Decne.
- Salvadora persica L.